# アリスティデス・ロハス
アリスティデス・ロハス（Arístides Fabián Rojas Aranda、1968年8月12日 - ）は、パラグアイの元サッカー選手。元パラグアイ代表。ポジションはフォワード。

## 来歴
1989年にパラグアイ代表デビュー、2試合に出場した。1996年に代表復帰、1998 FIFAワールドカップ・南米予選では15試合に出場、3大会ぶりのワールドカップ出場権を獲得した。1998 FIFAワールドカップでは3試合に出場、ベスト16となった。パラグアイ代表で通算27試合に出場、4得点をあげた。

## 代表歴

### 出場大会
- パラグアイ代表
  - 1998 FIFAワールドカップ

### 試合数
- 国際Aマッチ 27試合 4得点（1989年-1998年）[1]

| パラグアイ代表 | 国際Aマッチ | 国際Aマッチ |
| 年             | 出場        | 得点        |
| -------------- | ----------- | ----------- |
| 1989           | 2           | 1           |
| 1990           | 0           | 0           |
| 1991           | 0           | 0           |
| 1992           | 0           | 0           |
| 1993           | 0           | 0           |
| 1994           | 0           | 0           |
| 1995           | 0           | 0           |
| 1996           | 7           | 1           |
| 1997           | 14          | 2           |
| 1998           | 4           | 0           |
| 通算           | 27          | 4           |